# Batalha de Mutá
A batalha de Mutá (em árabe: مَعْرَكَة مُؤْتَة ou غَزْوَة مُؤْتَة, Maʿrakah Muʿtah ou Ghazwah Muʿtah) foi travada em setembro de 629,  perto de Mutá, na atual Jordânia, entre as forças do profeta islâmico Maomé (571–632) e tropas do Império Bizantino e seus vassalos árabes cristãos do Reino Gassânida.
Em fontes históricas islâmicas, é geralmente descrita como a tentativa dos muçulmanos de retaliar um chefe gassânida por tirar a vida de um emissário. De acordo com fontes bizantinas, os muçulmanos planejavam lançar seu ataque em um dia de festa. O vigário bizantino local soube de seus planos e reuniu as guarnições das fortalezas. Vendo o grande número de forças inimigas, os muçulmanos retiraram-se para o sul, onde os combates começaram na aldeia de Mutá e foram derrotados. De acordo com fontes islâmicas, após três dos líderes serem mortos, o comando foi dado a Calide ibne Ualide, que salvou os sobreviventes.

## Antecedentes
Os bizantinos estavam em processo de reocupação da região após o acordo de paz entre o imperador Heráclio (r. 610–641) e o general sassânida Sarbaro em julho de 629. O sacelário Teodoro Tritírio foi colocado no comando das tropas, enquanto que na área de Balca as tribos árabes foram empregadas. No interim, Maomé enviou seu emissário ao governante de Bostra. Em sua ida, foi executado na vila de Mutá por ordem do oficial gassânida Xurabil ibne Anre. Então, Maomé enviou 3 000 tropas em setembro para uma expedição rápida para atacar e punir as tribos pelo assassinato de seu emissário.

## Batalha e rescaldo
Os muçulmanos enfrentaram os bizantinos em seu acampamento em Balca, perto da vila de Muxarife, e então se retiraram para Mutá. Durante a batalha, todos os três líderes muçulmanos (Zaíde, Jafar e Abedalá) caíram um após o outro. Os soldados queriam então nomear Tabite ibne Alarcã comandante, mas este passou a função a Calide ibne Ualide, que conseguiu salvar o restante das tropas.
É relatado que quando a força muçulmana chegou a Medina, foram repreendidos por se retirarem e acusados de fugir. Salama ibne Hixame, irmão de Anre ibne Hixame, teria orado em casa em vez de ir à mesquita para evitar ter que se explicar. Maomé então ordenou que parassem, dizendo que voltariam para lutar contra os bizantinos novamente. Aos mortos, que são vistos como mártires, um mausoléu foi erigido em Mutá.

## Historiografia

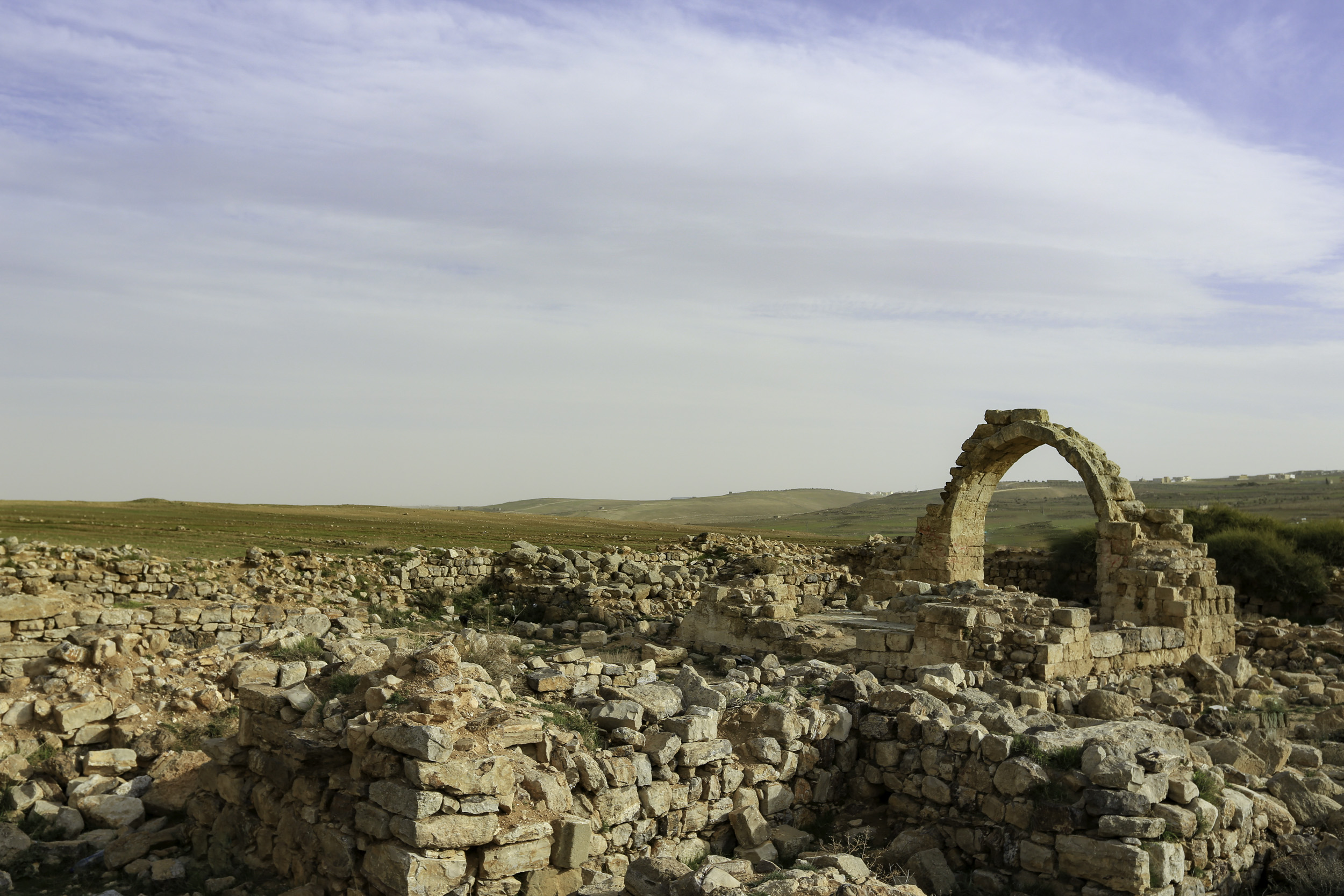
Sítio arqueológico em Mutá.

De acordo com Uaquidi e ibne Ixaque, os muçulmanos foram informados de que 100 000 ou 200 000 tropas inimigas estavam acampadas em Balca. Consequentemente, os historiadores modernos refutam esta afirmação ao assumirem que se trata de um exagero. Segundo Walter Emil Kaegi, professor de história bizantina na Universidade de Chicago, o tamanho de todo o exército bizantino durante o século VII pode ter totalizado 100 000, possivelmente até metade deste número. Enquanto isso, as forças bizantinas em Mutá provavelmente não somavam mais de 10 000.
Os relatos muçulmanos da batalha diferem quanto ao resultado. Nas primeiras fontes muçulmanas, a batalha é registrada como uma derrota humilhante. (hazīma). Mais tarde, os historiadores retrabalharam as primeiras fontes de material para refletir a visão islâmica do plano de Deus. Fontes subsequentes apresentam a batalha como uma vitória muçulmana, visto que a maioria dos soldados muçulmanos voltou com segurança.